# هورنامیره
هورنامیره (به انگلیسی: Hurnamaira) یک روستا در پاکستان است.